# Krkavec
Krkavec är en kulle i Tjeckien.   Den ligger i regionen Plzeň, i den västra delen av landet, 80 km väster om huvudstaden Prag. Toppen på Krkavec är 511 meter över havet, eller 73 meter över den omgivande terrängen. Bredden vid basen är 1,8 km.
Terrängen runt Krkavec är huvudsakligen lite kuperad.Runt Krkavec är det mycket tätbefolkat, med 1 266 invånare per kvadratkilometer. Närmaste större samhälle är Plzeň, 6,7 km söder om Krkavec. Trakten runt Krkavec består till största delen av jordbruksmark.